# Heckler & Koch SR9
L’Heckler & Koch SR9 è un fucile da caccia o da tiro sportivo,  camerato in 7,62 × 51 mm NATO, derivato dall'Heckler & Koch HK91 ed incorpora diverse parti di altri fucili di precisione della casa tedesca come il PSG-1 e l'MSG-90.

## Caratteristiche
L'SR-9 è una variante dell'HK91 volta a rendere legale l'esportazione come fucile sportivo dopo il divieto imposto dagli Stati Uniti nel 1989 sull'importazione di fucili d’assalto. Le modifiche più visibili consistono nella rimozione del soppressore di fiamma, dell'attacco per la baionetta e dell'impugnatura a pistola per rendere il fucile conforme alle norme sui fucili sportivi. L'SR-9 monta una canna di medio peso da 500 mm (20”).
Tutti gli SR9 sono caratterizzati dalla dicitura “Made in W-Germany” incisa sul lato destro del castello. Gli SR9 importati dopo il settembre del 1994 venivano venduti al pubblico con caricatori da 5 colpi a causa del decreto americano che vietava la vendita di caricatori ad alta capacità.

## Caratteristiche operative
L'SR-9 ha un castello non rinforzato con mirino metallico integrato e un grilletto per il solo fuoco semi-automatico.
Il selettore dell'arma a due posizioni è posto sulla sinistra del castello, ed è contrassegnato dai marchi 0 (in bianco) per la sicura, e 1 (in rosso) per la modalità di fuoco. Come nelle altre armi della famiglia del G3 la leva di armamento è posta sul lato sinistro, e il pulsante per il rilascio del caricatore è posto sulla faccia sinistra del castello.
La parte anteriore dell'arma è costituita da uno speciale grip (proprio di quest'arma) che impedisce l'utilizzo di un bipiede. Questa parte può facilmente essere sostituita con il frontale di un HK91. La canna ha le stesse caratteristiche generali di quella del PSG-1. La versione base dell'SR9 è provvista di un calcio in fibra di vetro rinforzata contenente un dispositivo di smorzamento di rinculo del tutto simile a quello dell'MSG-90.

## Storia
Il divieto di importazione imposto nel 1989 da presidente George Bush impediva l'importazione negli Stati Uniti di armi aventi per componenti calci telescopici o collassabili, impugnature a pistola, bipodi, agganci per baionette, lanciagranate, mirini per visione notturna o soppressori di fiamma. I fucili HK91, HK93 e HK94 erano tutti e tre nella lista delle armi per cui era vietata l'importazione.
La Heckler & Koch aggirò il divieto assegnando all'HK91 la nuova denominazione HK911 (ovvero semplicemente stampò un numero “1” addizionale sulle armi) e montando sui fucili un nuovo tipo di calciatura Bell-Carlson. La fabbrica tedesca fu anche obbligata a porre una sorta di “cappuccio” sul foro sovrastante la canna in quanto l'ATF riteneva che il foro potesse essere un possibile aggancio per una eventuale baionetta. L'HK911 manteneva comunque la canna dell'HK91, che era però occultata sotto una sorta di copricanna.
L'HK911 divenne SR9 nel 1990, quando la vecchia canna dell'HK91 fu sostituita dalla nuova canna poligonale da 20”. Il primo SR9 importato aveva la calciatura in legno, e venne soprannominato “Orion”. Ben presto la H&K passò alle calciature in polimero, e poco dopo decise di includere, assieme ai fucili, il vecchio calcio dell'HK91 da sostituire a piacimento al calcio standard dell'SR9.
Quindi entrarono in scena i modelli “T” e “TC” nonostante possedessero l'impugnatura a pistola. Infatti il divieto venne rimosso da questi due fucili in quanto considerati delle varianti per tiro sportivo dell'SR9. Il presidente Bill Clinton impose il divieto sull'importazione di qualunque modello si SR9 in quanto l'arma poteva accettare caricatori ad alta capacità. Non è noto se tali fucili siano stati utilizzati per compiere azioni criminose visto l'alto prezzo dell'arma e la difficile reperibilità.
Esistevano dunque un totale di 125 fucili modello TC. La produzione era cominciata per soddisfare la richiesta di un SR9 che montasse il calcio del PSG-1. La H&K non aveva una simile arma in catalogo. L'anno seguente la fabbrica tedesca aggiunse l'SR9TC al catalogo delle armi e importò verso l'America 100 di tali armi. Nel 1989 il BATF (Bureau of Alcohol, Tobacco, Firearms and Explosives) non aveva ancora deciso quali impugnature potessero essere legalmente montate sugli SR-9 e nessuna legge entrò in vigore fino al 1990. Per anni, è stato possibile riconfigurare i modelli di SR9 così che figurassero come SR9T o SR9TC.
Al giorno d'oggi il prezzo di uno di questi fucili va dai 2000 $ fino ai 7500 $ e dipende soprattutto dalla configurazione scelta e dagli accessori presenti al momento dell'acquisto.

## Varianti
- SR9 T (Target) differisce dal modello standard di SR9 poiché monta il calcio del fucile MSG-90.[1][4] Inoltre, il fucile in configurazione T è equipaggiato con il gruppo di scatto del PSG-1.
- SR9 TC (Target Competition) differisce dall'SR9T poiché monta, invece del calcio dell'MSG-90, il calcio del PSG-1.[4] In questo modo risulta inutile il mirino metallico, in quanto il calcio del PSG-1 pone la testa del tiratore troppo in alto per usare tale organo di mira. Questo il motivo per cui i PSG-1 escono di fabbrica senza mirino metallico. Il gruppo di scatto è lo stesso della versione T.